# الأواني المستطرقة

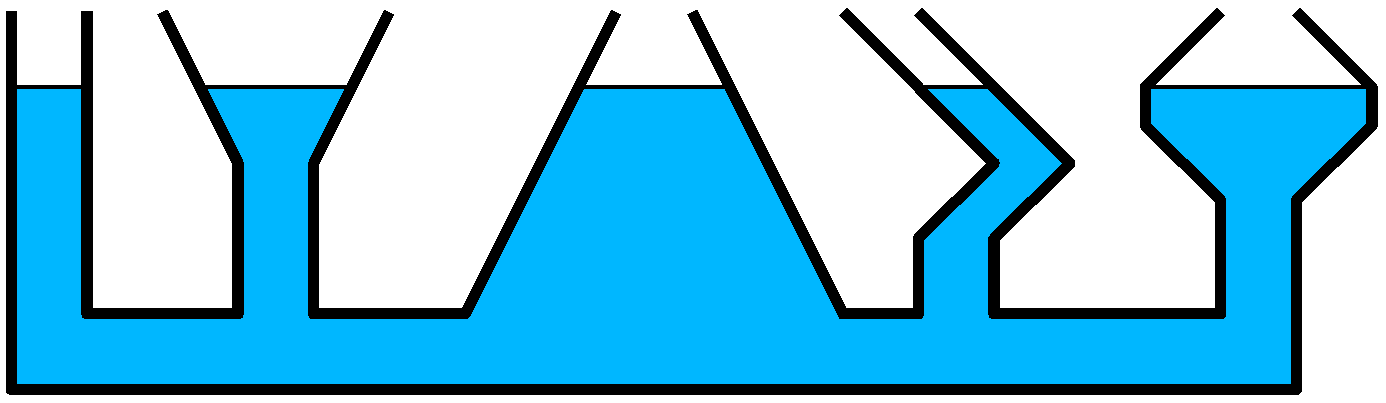
الأواني المستطرقة

تصوير حيوي يبين عملية ملء للأواني المستطرقة

الأواني المستطرقة هو الاسم الذي يطلق على مجموعة من الحاويات المتصلة التي تحتوي على مائع (أو سائل) متجانس: عندما يستقر ذلك السائل، فانه يتوازن في كل الحاويات عند نفس المستوى أو المنسوب بغض النظر عن شكل وحجم الحاوية. وإذا أضيف المزيد من السائل لإحدي الحاويات، فان السائل سوف يصل مرة أخرى إلى مستوى جديد متساوي في كل الحاويات الموصولة. هذه العملية هي جزء من قانون ستيفن وهذا يحدث لأن مقدار الجاذبية والضغط يكونا ثابتين (منتظمين) في كل الحاويات (الضغط الهيدروليكي).
أثبت بليز باسكال في القرن السابع عشر أن الضغط المبذول أو الذي يمارس على جزيء ما من أي سائل ينفذ بالكامل بنفس الشدة في كل الاتجاهات.

## تطبيقات
منذ زمن الحضارة الرومانية القديمة، وقد كان مفهوم الأواني المستطرقة يستخدم في أعمال السباكة داخل البيوت والأماكن المغلقة، بواسطة مستودعات المياه الأرضية وأنابيب الرصاص. فان المياه تصل إلى نفس المستوى في جميع أنحاء النظام أو الشبكة، إذ يعمل النظام بمثابة أوعية مستطرقة، بغض النظر عن قدرة أدنى نقطة في خط الأنابيب علي تحمل الضغط الهيدروليكي - على الرغم أنه من الناحية العملية يتم تحديد أدنى نقطة في النظام حسب قدرة شبكة الأنابيب (المواسير) على الصمود في وجه ضغط السائل. كثيرا ما تستخدم أبراج المياه (خزانات المياة المرتفعة) في المدن بحيث تعمل شبكة المواسير في المدينة كأواني مستطرقة ويتم توزيع وايصال المياه إلى الطوابق العليا من المباني تحت ضغط مناسب.
وتستخدم المكابس الهيدروليكية على نطاق واسع في مختلف تطبيقات العمليات الصناعية، وهي أيضا تستخدم أنظمة الأواني المستطرقة.